# 藤沢神奈交バス
| 大和営業所配置の三菱ふそう・エアロスター FK001 撮影：桜ヶ丘駅前 |  | 藤沢営業所配置のいすゞ・エルガミオ FK013 撮影：藤沢駅北口 |
| 大和営業所配置の三菱ふそう・エアロスター FK001 撮影：桜ヶ丘駅前 |  | 藤沢営業所配置のいすゞ・エルガミオ FK013 撮影：藤沢駅北口 |

藤沢神奈交バス（ふじさわかなこうバス）は、かつて神奈川県大和市を中心に路線バス事業を行っていた企業である。神奈川中央交通から分社された地域子会社である神奈交バスのひとつ。車体色のコーポレートカラーは淡青（マリンブルー）、自社車両に表記される営業所記号は「FK」であった。
2000年に設立。茅ヶ崎営業所藤沢操車所および大和営業所の不採算路線の移管を受けて営業を行うほか、神奈川中央交通本体の路線の運行管理の受託を行っていた。2017年1月、相模神奈交バス（町田営業所を除く）と合併して神奈川中央交通東に社名変更した。

## 沿革
- 2000年12月8日 会社設立。
- 2005年4月16日 神奈川中央交通藤沢営業所を全面委託される。
- 2014年9月24日 藤沢営業所管内全路線の乗降方法を「中乗り・前降り」に、運賃支払方法を「後払い」に統一。
- 2016年3月22日 大和営業所管内全路線の乗降方法を「中乗り・前降り」に、運賃支払方法を「後払い」に統一。
- 2017年1月1日  神奈中グループの会社再編に伴い、相模神奈交バスとともに神奈川中央交通東へ社名変更[1]。

## 本社・営業所
路線・車両等についてはリンク先（神奈中の営業所の記事）を参照のこと。
- 本社
  - 神奈川県大和市下鶴間2775-1（神奈川中央交通大和営業所社屋内）
- 藤沢営業所（神奈川中央交通茅ヶ崎営業所藤沢操車所）
  - 神奈川県藤沢市辻堂新町三丁目4-23
- 大和営業所（神奈川中央交通大和営業所）
  - 神奈川県大和市下鶴間2775-1

## 車両数
2016年当時、大型車は三菱ふそう・エアロスターが8台、中型車はいすゞ・エルガミオが3台、三菱ふそう・エアロミディMKが1台、小型車は三菱ふそう・エアロミディMEが2台在籍していた。大型車は大和営業所に配置、中型車と小型車は藤沢営業所に配置されていた。